# Sardela argentyńska
Sardela argentyńska (Engraulis anchoita) – gatunek morskiej ryby z rodziny sardelowatych (Engraulidae).

## Występowanie
Południowo-zachodni Atlantyk wokół wód terytorialnych Argentyny i Brazylii. 
Gatunek jest obecnie prawie nieeksploatowany (Sánchez & Ciechomski, 1995), odgrywa kluczową rolę w pelagicznym ekosystemie argentyńskich wód. Dzięki biomasie jest to największy zasób rybny południowo-zachodniego Oceanu Atlantyckiego (Ciechomski & Sánchez, 1988).  Gatunek stanowi główny składnik diety kilku ważnych, handlowych gatunków takich jak morszczuk, kałamarnica i makrela (Angelescu, 1982).
Na południe od 34°S, żyją co najmniej dwie populacje E. anchoita (Hansen et al., 1984).
Północna populacja przechodzi doroczne migracje: podczas zimy są widywane w północnej części zasięgu, podczas gdy wiosną tarło następuje w przybrzeżnych sektorach w pobliżu Buenos Aires, przeważnie w wodach płytszych niż 50 m (Sánchez & Ciechomski, 1995; Pájaro, 1998). Szkółki rozrodcze wrzucają do zewnętrznych wód podczas lata paszę, kiedy ryby wracają jeszcze raz do północnych wód zimą (Angelescu, 1982; Hansen & Madirolas, 1996; Cousseau i Perrotta, 1998).
Pływają w ławicach na głębokości 30 - 90 metrów, natomiast zimą schodzą na głębokość 100-200 metrów.

## Charakterystyka
Osiągając dorosłość mierzą około 10 centymetrów, natomiast największy osobnik miało 17 centymetrów. Jako narybek żywią się zooplanktonem, później preferują larwy.  